# Bordering
Bordering (Bordering on Bad Behavior) è un film del 2014 diretto da Jac Mulder.

## Trama
Il film è incentrato su tre soldati, uno americano, uno israeliano e uno arabo che si ritrovano loro malgrado intrappolati in una base segreta nel Medio Oriente; riusciranno i tre a convivere pacificamente ed a superare le loro diversità e i loro pregiudizi e diventare amici?

## Distribuzione
Il film è uscito nelle sale italiane cinema il 25 agosto 2016, distribuito da Whale Pictures..